# STS-9
STS-9, voluit Space Transportation System-9, was een spaceshuttlemissie van de NASA waarbij het ruimteveer Columbia gebruikt werd. De Columbia werd gelanceerd op 28 november 1983. Dit was de negende spaceshuttlemissie en de voorlopig de laatste missie van de Columbia tot januari 1986. Het was de laatste keer dat de oude Space Transportation System-nummering werd gebruikt tot STS-26 (na STS-51-L, de missie waarbij de Challenger verongelukte). De bemanning deed voor het eerst wetenschappelijke onderzoeken in het Spacelab.

## Bemanning
- John Young (6), bevelhebber
- Brewster H. Shaw (1), piloot
- Owen K. Garriott (2), missiespecialist 1
- Robert A. Parker (1), missiespecialist 2
- Ulf Merbold (3), payloadspecialist 1, ESA Duitsland
- Byron K. Lichtenberg (1), payloadspecialist 2

### Backup payload-specialisten
- Alternatieve payloadspecialist: Wubbo Ockels
- Alternatieve payloadspecialist: Michael Lampton

tussen haakjes staat de aantal vluchten die de astronaut gevlogen zou hebben na STS-9

## Missieparameters
- Massa
  - Shuttle bij lancering: 112,318 kg
  - Shuttle bij landing: 99,800 kg
  - Vracht: 15,088 kg
- Perigeum: 241 km
- Apogeum: 254 km
- Glooiingshoek: 57°
- Omlooptijd: 89,5 min.